# Санти (Калифорнија)
Санти (енгл. Santee) јесте град у америчкој савезној држави Калифорнија. Према попису становништва из 2010. у њему је живело 53.413 становника.

## Демографија
Према попису становништва из 2010. у граду је живело 53.413 становника, што је 438 (0,8%) становника више него 2000. године.
| Група             | 2000.          | 2010.          |
| Белци             | 42.803 (80,8%) | 39.312 (73,6%) |
| Афроамериканци    | 783 (1,5%)     | 1.057 (2,0%)   |
| Азијати           | 1.350 (2,5%)   | 2.044 (3,8%)   |
| Хиспаноамериканци | 6.016 (11,4%)  | 8.699 (16,3%)  |
| Укупно            | 52.975         | 53.413         |